# Trebenow
Trebenow è una frazione del comune tedesco di Uckerland, nel Brandeburgo.

## Storia
Il 31 dicembre 2001 il comune di Trebenow venne fuso con i comuni di Fahrenholz, Güterberg, Jagow, Lemmersdorf, Lübbenow, Milow, Nechlin, Wilsickow, Wismar e Wolfshagen, formando il nuovo comune di Uckerland.

## Geografia antropica
La frazione di Trebenow comprende le località di Bandelow, Herrenwiesen e Werbelow.

## Amministrazione
La frazione di Trebenow è governata da un consiglio locale (Ortsbeirat) composto di 3 membri.